# Донесение о посольстве в Константинополь
Донесение о посольстве в Константинополь (лат. Relatio de legatione Constantinopolitana или коротко Legatio) — написанная около 970 года на латыни книга епископа Лиутпранда Кремонского (ок. 920 — ок. 973), посвящённая совершённому по поручению императора Священной Римской империи Оттона I ко двору византийского императора Никифора II Фоки посольству в 968 году. Книга впервые опубликована Генрихом Канизием в 1600 году. С дипломатической точки зрения посольство Лиутпранда завершилось неудачей, однако написанный им отчёт ценен многочисленными историческими, бытовыми и общекультурными подробностями. Сочинение изобилует автобиографическими подробностями и написано от первого лица.

## Предыстория
Согласно распространённой точке зрения, Лиутпранд Кремонский родился в знатной лангобардской семье. Его родственники занимали высокое положение при дворе короля Гуго Арльского, а его отец и отчим побывали в качестве послов при дворе византийского императора Романа I Лакапина в 917 и 941 годах соответственно. В 949 году Лиутпранд, в то время диакон церкви в Павии, был в первый раз отправлен королём Беренгаром II с посольством в Константинополь. Впечатления от первого путешествия он включил в свою книгу «Антаподосис». Вероятно, приобретённые тогда знания и связи сделали его подходящей кандидатурой для следующей миссии 20 лет спустя, когда Лиутпранд находился при дворе императора Оттона I. Возможно, он сам предложил свои услуги. Поводом для посольства стали события 967 года, когда Оттон I, воспользовавшись походами византийского императора Никифора II Фоки против сарацин, захватил его владения на юге Италии, княжества Беневенто, Капуя и Сполето, однако не смог захватить город Бари. В ответ на предложение Никифором мирного договора, Оттон предложил заключить династический брак между Оттоном II и Анной, дочерью предыдущего византийского императора Романа II Лакапина. По предположению Г. Шлюмберже, Лиутпранд мог отплыть в Византию либо из Бари, либо из соседнего порта Бриндизи.

## Содержание книги
Рассказ Лиутпранда о его втором посольстве в Константинополь написан в стилистике письма или отчёта, адресованного после возвращения в Италию императору Оттону I, его супруге «славнейшей императрице-августе» Адельгейде и их сыну и соправителю Оттону II. Свой рассказ он начинает с того, как 4 июня он со своими спутниками прибыл в столицу Византии, был плохо принят, и далее на протяжении всех 120 дней своего пребывания непрерывно претерпевал различные неудобства и унижения, о чём повествует в изящном и язвительном стиле. 7 июня епископ был первый раз принят императором Никифором в неустановленном дворце Στεφάνα (III), где подвергся упрёкам за действия своего повелителя в Италии (IV). Последующие встречи с императором и его сановниками также сопровождались взаимными обвинениями, пока четыре месяца спустя Лиутпранду не разрешили вернуться на родину. Одной из важнейших обсуждавшихся германскими послами с византийцами тем был вопрос о праве Оттона I на императорский титул.

## Рукописи и издания
«Донесение» является одним из четырёх, наряду с «Антаподосисом», «Пасхальной гомилией» и «Историей Оттона», сохранившихся произведений Лиутпранда Кремонского. «Донесение» не пользовалось значительной популярностью и известна только одна его рукопись, впоследствии утраченная. В 1600 году по ней Генрих Канизий осуществил editio princeps.

## Отзывы и критика
В настоящее время труд Лиутпранда оценивается преимущественно как заслуживающий интереса. Гюстав Шлюмберже в своей биографии Никифора Фоки отмечает отличное знакомство кремонского епископа с византийскими реалиями и экстраординарное значение его труда, содержащего уникальные сведения.

## Издания
- Лиутпранд Кремонский. Антаподосис; Книга об Оттоне; Отчет о посольстве в Константинополь / Перевод с лат. и комментарии И. В. Дьяконова. — М. : «SPSL» — «Русская панорама», 2006. — 192 с. — (MEDIÆVALIA: средневековые литературные памятники и источники). — 1200 экз. — ISBN 5-93165-160-8.